# Helena Frommová
Helena Frommová, provdaná Staneková (* 5. srpna 1987 Arnsberg), je bývalá německá taekwondistka velterové váhy.
Vystudovala Mariengymnasium Arnsberg a vstoupila do Bundeswehru. Byla členkou klubu PSV Eichstätt.
V roce 2003 se stala juniorskou mistryní Evropy a o rok později byla finalistkou juniorského mistrovství světa. Na seniorském mistrovství Evropy v taekwondu byla v roce 2006 druhá, na mistrovství světa v taekwondu roku 2007 třetí a v roce 2008 se stala v Římě mistryní Evropy ve váhové kategorii do 67 kg. Na Letních olympijských hrách 2008 obsadila deváté místo.
Získala bronzovou medaili na ME 2010, MS 2011 a LOH 2012, kde po porážce s celkovou vítězkou Hwang Kjong-son z Korejské republiky šla do oprav a v rozhodujícím zápase o medaili porazila Australanku Carmen Martonovou. Šestkrát se stala mistryní Německa a dvakrát vyhrála armádní mistrovství světa, na Světových vojenských hrách v roce 2011 skončila třetí.
Je držitelkou ocenění Silbernes Lorbeerblatt. Vydala knihu Ready to fight: Füße, Hände, Geist – Taekwondo leben und fühlen a stala se tiskovou mluvčí Deutsche Taekwondo Union.